# Munidopsis crassa
Munidopsis crassa är en kräftdjursart som beskrevs av Sidney Irving Smith 1885. Munidopsis crassa ingår i släktet Munidopsis och familjen trollhumrar. Inga underarter finns listade i Catalogue of Life.